# Zlatar

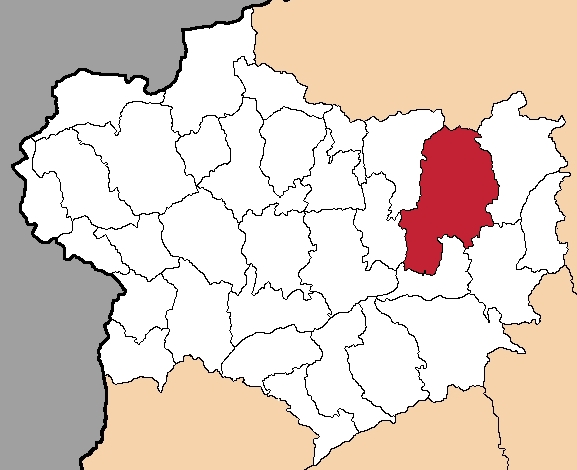
Lage der Stadt Zlatar in der Gespanschaft Krapina-Zagorje

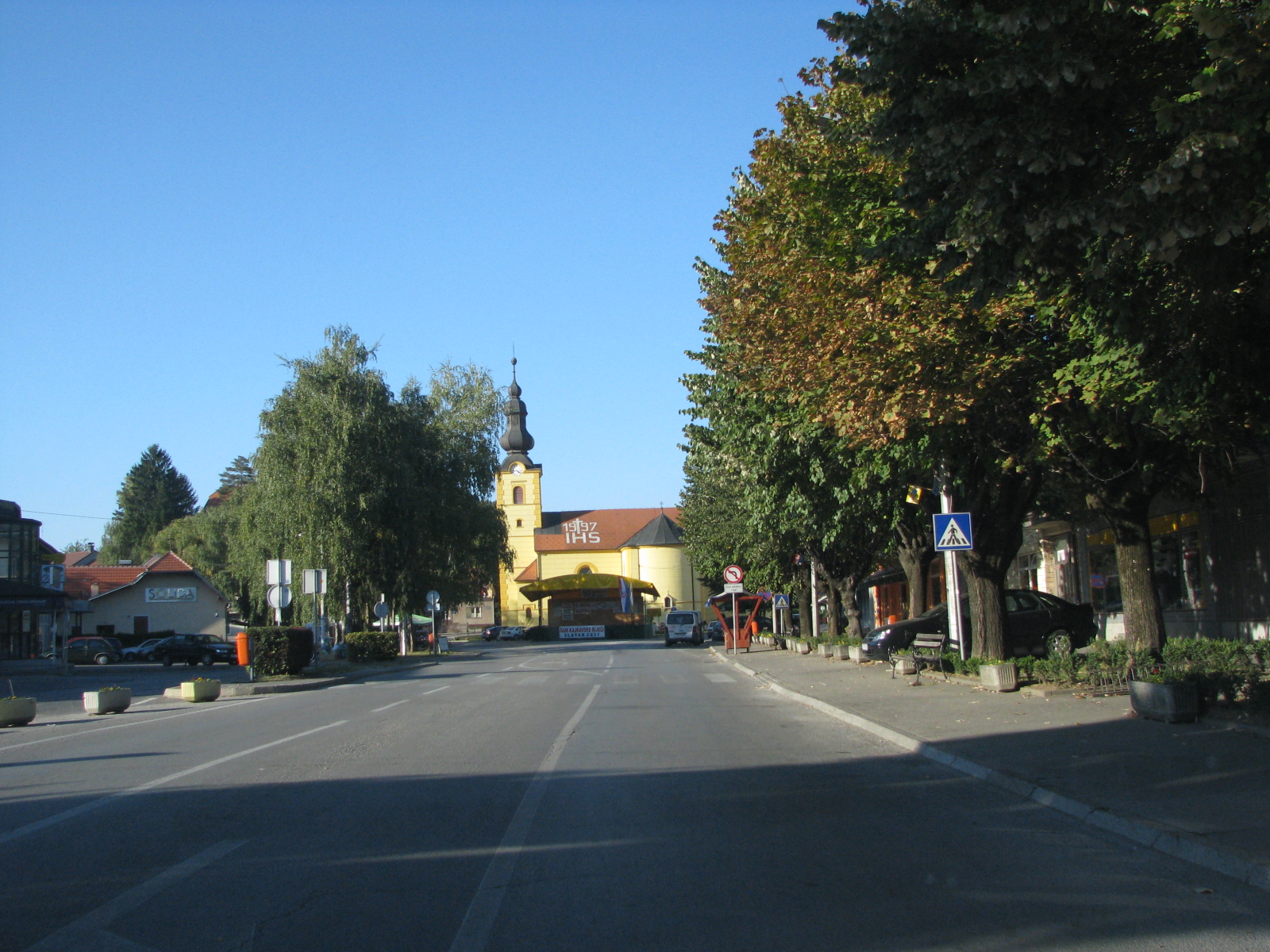
Ansicht der Stadt Zlatar

Zlatar ist eine Stadt in der Gespanschaft Krapina-Zagorje im Norden Kroatiens in der Nähe der kroatisch-slowenischen Grenze. Neben dem gleichnamigen Hauptort umfasst die Gemeinde 19 weitere Siedlungen. Sie hat insgesamt 5559 Einwohner (2021), davon 2749 Einwohner im Hauptort.

## Geographie
Der Ort liegt direkt etwa 44 km südöstlich von der  kroatisch-slowenischen Grenze und 60 km nördlich von der Hauptstadt Zagreb. Die ungarische Grenze erreicht man in Richtung Norden über Varaždin nach etwa 82 km.

## Bevölkerung
| Bevölkerungsentwicklung | Bevölkerungsentwicklung | Bevölkerungsentwicklung | Bevölkerungsentwicklung | Bevölkerungsentwicklung | Bevölkerungsentwicklung | Bevölkerungsentwicklung | Bevölkerungsentwicklung | Bevölkerungsentwicklung | Bevölkerungsentwicklung | Bevölkerungsentwicklung | Bevölkerungsentwicklung | Bevölkerungsentwicklung | Bevölkerungsentwicklung | Bevölkerungsentwicklung | Bevölkerungsentwicklung | Bevölkerungsentwicklung |
| ----------------------- | ----------------------- | ----------------------- | ----------------------- | ----------------------- | ----------------------- | ----------------------- | ----------------------- | ----------------------- | ----------------------- | ----------------------- | ----------------------- | ----------------------- | ----------------------- | ----------------------- | ----------------------- | ----------------------- |
| 1857                    | 1869                    | 1880                    | 1890                    | 1900                    | 1910                    | 1921                    | 1931                    | 1948                    | 1953                    | 1961                    | 1971                    | 1981                    | 1991                    | 2001                    | 2011                    | 2021                    |
| 4438                    | 5016                    | 5832                    | 6675                    | 7569                    | 8420                    | 8188                    | 8728                    | 8822                    | 8774                    | 8001                    | 7470                    | 7045                    | 6715                    | 6506                    | 6096                    | 5559                    |

## Sehenswürdigkeiten
- Die Kirche wurde im 17. Jahrhundert auf einem bereits früheren Gotteshaus errichtet. Im 18. Jahrhundert wurde sie umgestaltet und es folgte der Anbau eines Turms, eines Kirchenschiffs, einer Sakristei und zweier Seitenkapellen in der Form eines griechischen Kreuzes. Im 19. Jahrhundert erhielt sie ihr heutiges Aussehen nachdem die alte Sakristei auf der Südseite abgerissen und eine neue auf der Nordseite errichtet wurde. Das Inventar der Kirche stammt aus dem 18. und 19. Jahrhundert. Am wertvollsten ist der spätbarocke Hauptaltar, der zu den bedeutendsten Werken barocker Bildhauerei in der kroatischen Region Zagorje zählt.[4]
- Das einstöckige Herrenhaus „Keglević“ aus dem 18. Jahrhundert hat einen rechteckigen Grundriss mit einem Walmdach und befindet sich im Zentrum von Zlatar, gegenüber der Pfarrkirche. Die Gestaltung der Außenwandverkleidung enthält durch Blenden betonte Achsen mit denen Felder mit Fensteröffnungen gebildet werden. Der Boden wird durch eine Fensterdekoration mit einem Vorhangmotiv mit Glocken und Rahmen hervorgehoben.[5]

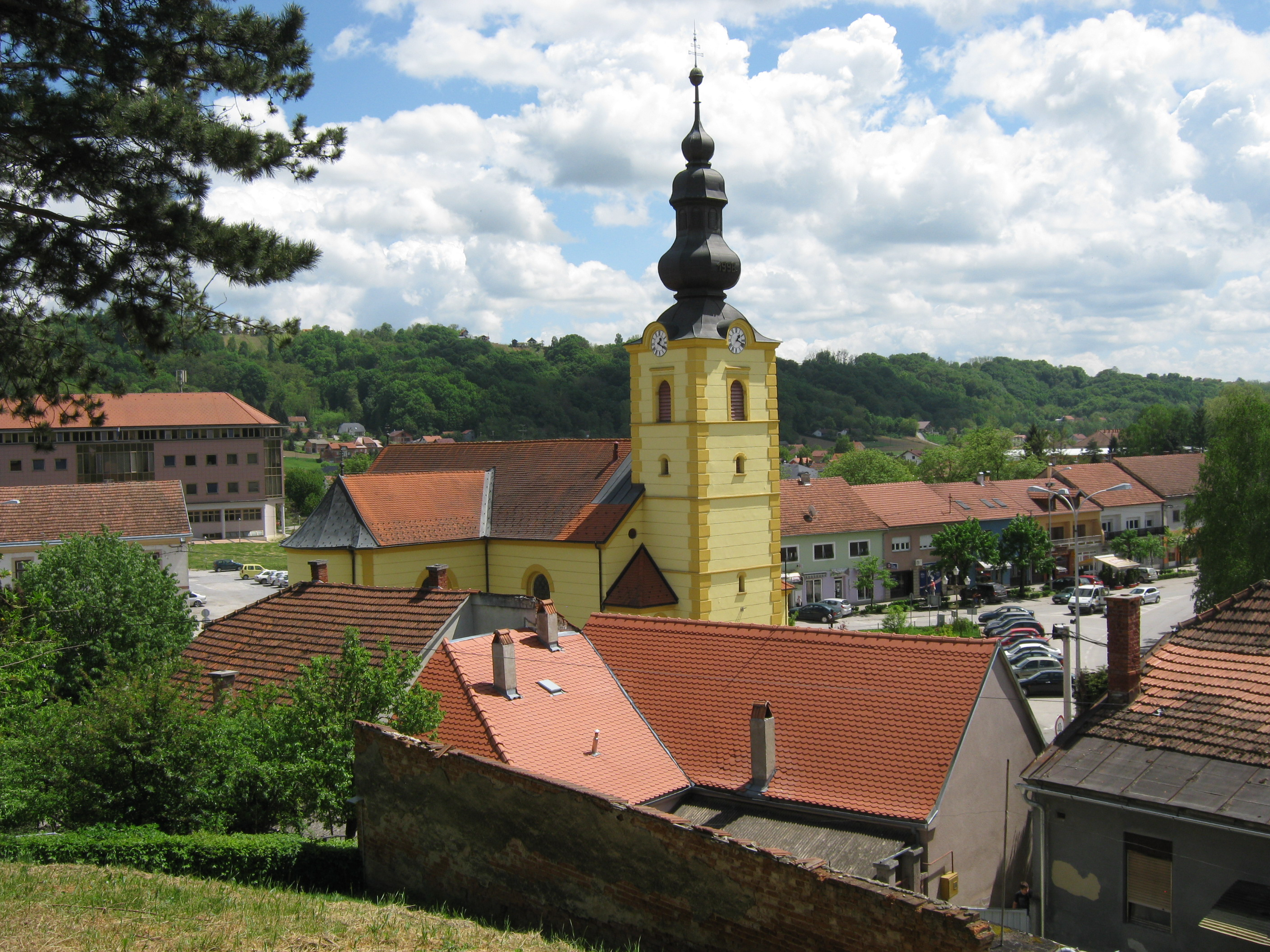
Pfarrkirche
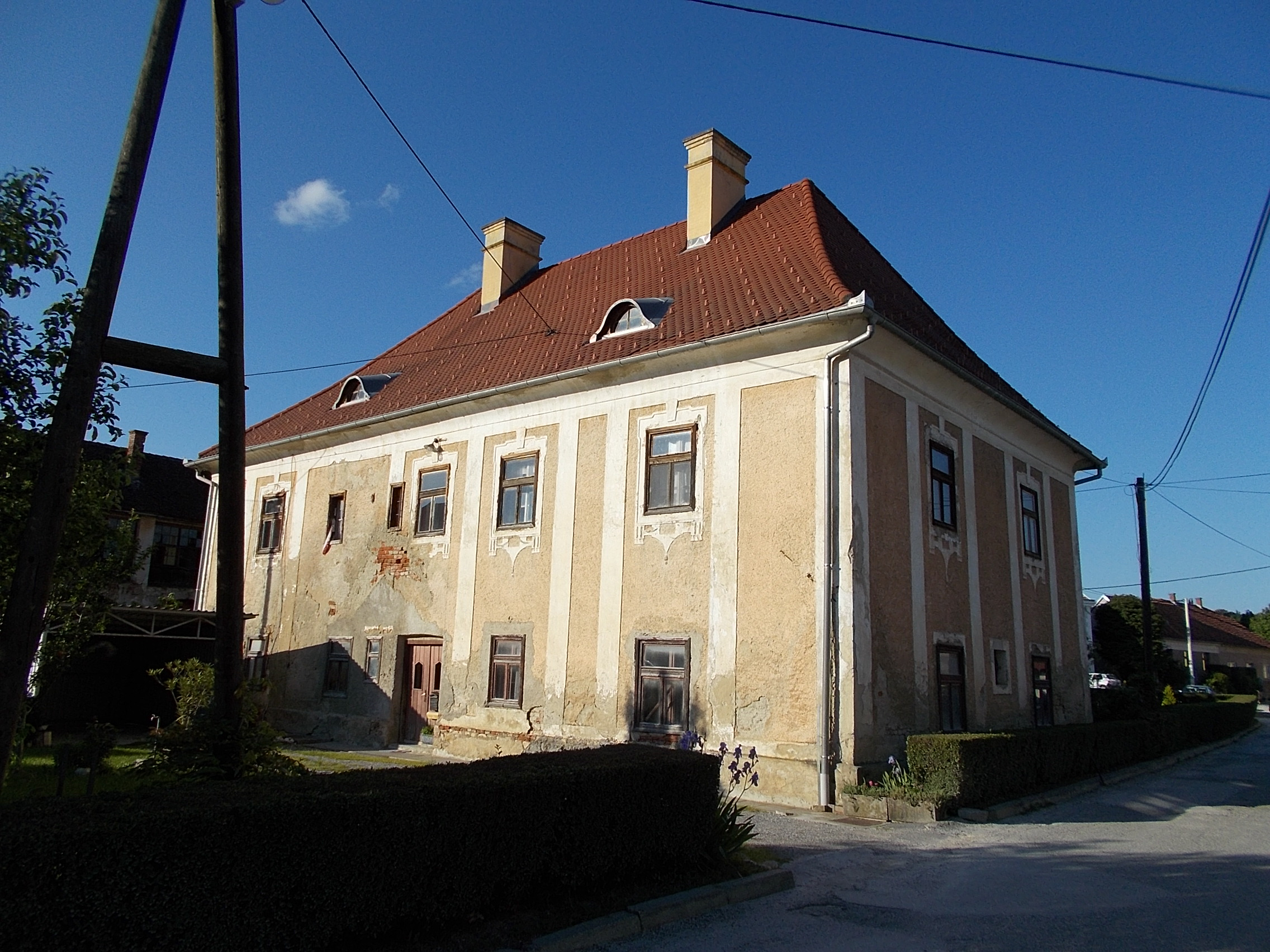
Herrenhaus „Keglević“
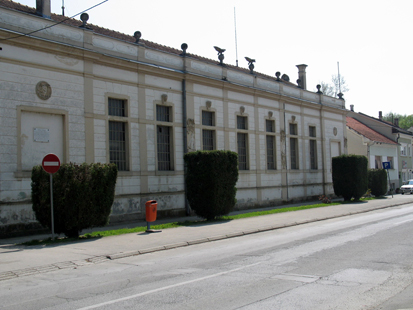
Ehemalige Falknerei
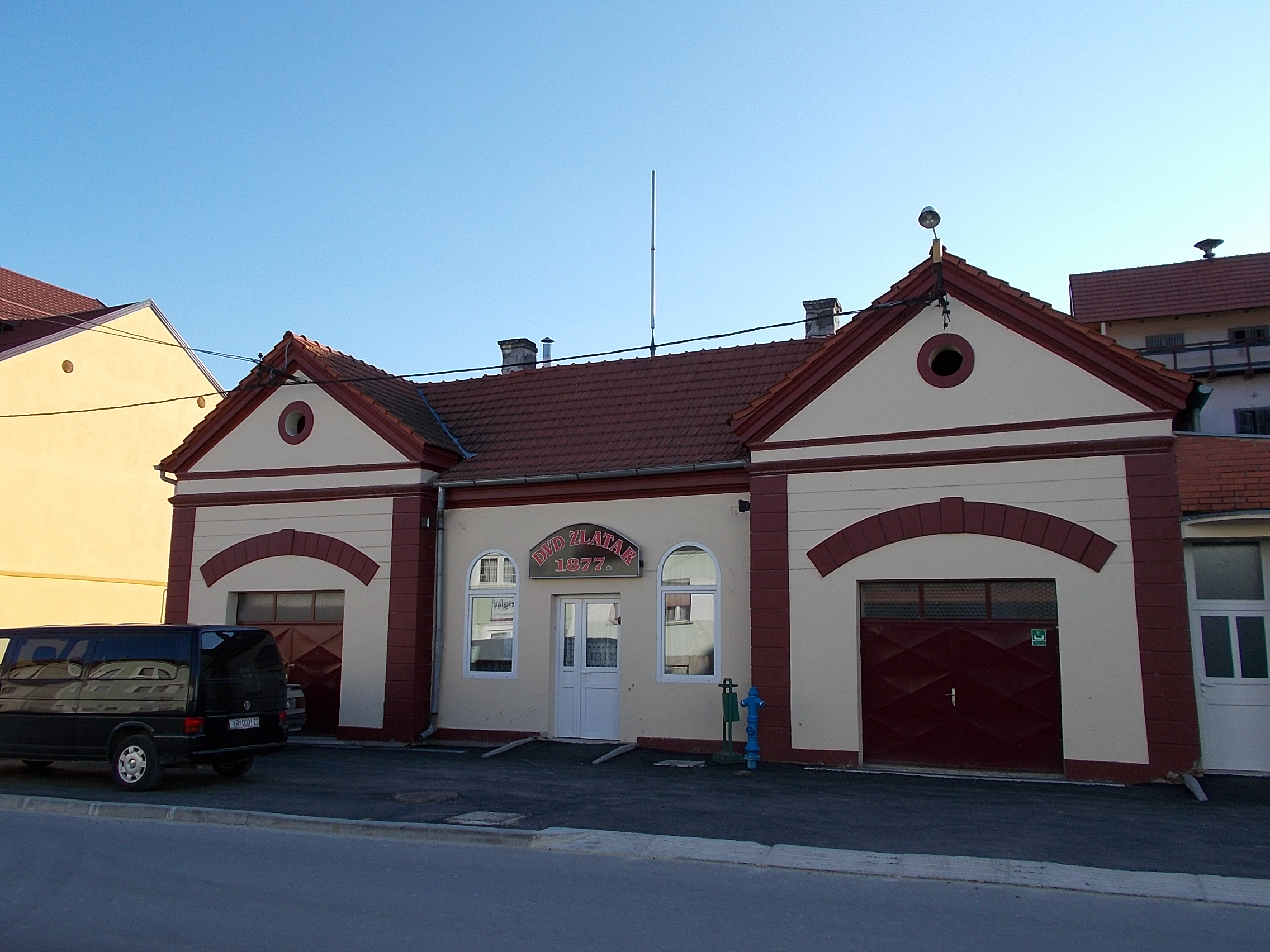
Feuerwehrhaus
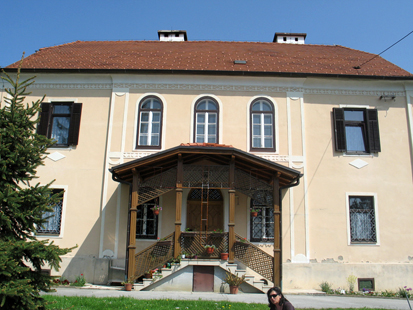
Pfarrhaus
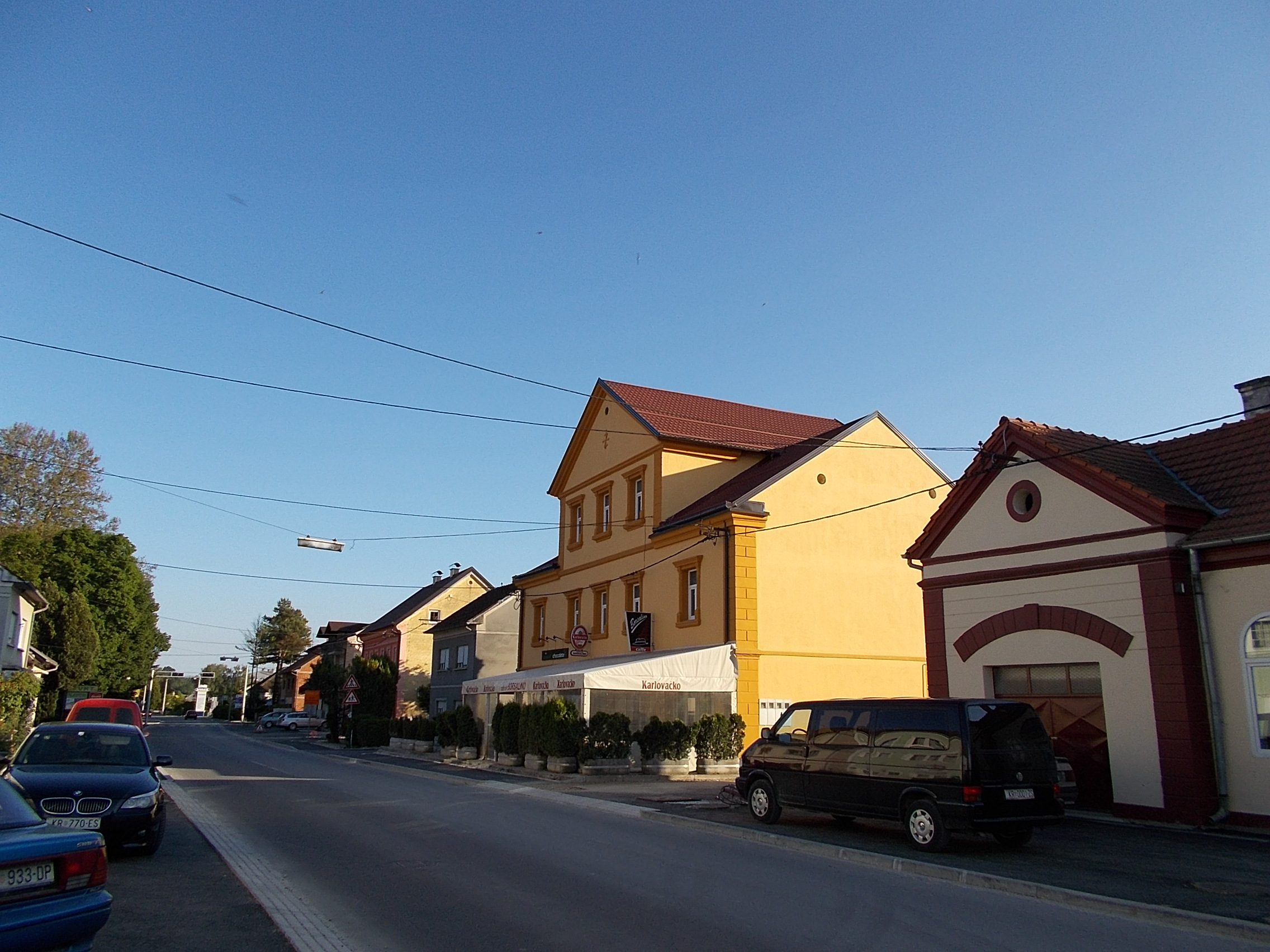
Straßenansicht
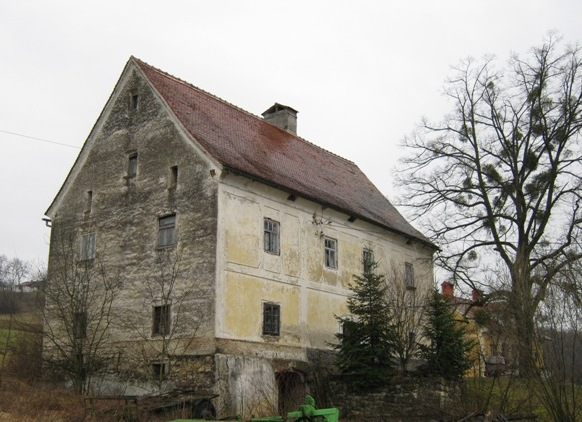
Schloss Borkovec

- Das freistehende zweistöckige Pfarrgebäude befindet sich auf einem Hügel nordwestlich der Pfarrkirche. Das jetzige Bauwerk wurde im Jahr 1870 anstelle eines vorherigen Gebäudes aus Holz errichtet. Das Pfarrhaus verfügt über einen rechteckigen Grundriss mit einem Mittelflur, an dem entlang weitere Räume angeordnet sind. Der größte der fünf Räume im ersten Stock ist der sogenannte „Palast“, der sich in der Mitte der Vorderseite im Gebäude befindet. Die Hauptfassade mit fünf Fensterachsen ist zur Kirche und dem Zentrum der Stadt ausgerichtet. Die Seitenfassaden verfügen jeweils über zwei Fensterachsen, mit rückwärtigen angeordneten asymmetrischen Öffnungen. Das Dach ist giebelförmig.[6]
- Das Haus der Falknerei in Zlatar wurde im Jahr 1910, dank der Spende vom damaligen Gemeindepfarrer von Marija Bistrica, erbaut. Bei dem Gebäude handelt es sich um einen Saalbau mit rechteckigem Grundriss und einem Satteldach. Der Eingang befindet sich in der Mitte der schmaleren Giebelseite. Die Fassade mit ikonografischer Plastik, Falkensymbolen, Eckpilastern und den Fresken an den Wänden verleihen dem Bauwerk ein skulpturales und malerisches Aussehen.[7]
- Das Schloss Borkovec wurde im Jahr 1795 auf einer Anhöhe nordöstlich von Zlatar als einstöckiges Gebäude mit rechteckigem Grundriss und Satteldach erbaut. Das Gebäude ist räumlich symmetrisch aufgebaut und mit einer Lobby in der Mitte versehen, die bis zur hinteren Umfassungsmauer reicht. Des Weiteren befinden sich auf beiden Seiten zwei weitere Räume. Am unteren Ende der Lobby führt eine dreiläufige Treppe in den ersten Stock und das Äußere Aussehen des Schlosses ist schlicht gestaltet. Die Hauptfassade wird durch ein Raster aus flachen Streifen gegliedert, die zwei Reihen rechteckiger Felder unterschiedlicher Größe bilden, die sich dabei über alle zwei Stockwerke erstrecken.[8]